# Kuş
Kuş (tur. Kuş Gölü) – jezioro w północno-zachodniej Turcji, nieopodal morza Marmara.
Jezioro jest zasobne w ryby.